# Minla ignotincta
Minla ignotincta е вид птица от семейство Leiothrichidae.

## Разпространение
Видът е разпространен в Бангладеш, Бутан, Виетнам, Индия, Китай, Лаос, Мианмар и Непал.